# اینفینیتی کیو۵۰
اینفینیتی کیو۵۰ (انگلیسی: Infiniti Q50) خودروهای موتور جلو-محور جلو در کلاس کامپکت است، که از سال ۲۰۱۳ تاکنون توسط شرکت نیسان تولید و عرضه می‌شود.